# Холбан, Руслан Константинович
Русла́н Константинович Хо́лбан (26 апреля 1981, Вулканешты, Молдавская ССР, СССР — 13 мая 2009, Хасавюртовский район, Дагестан, Россия) — российский офицер, капитан, сотрудник Управления «А» («Альфа») Центра специального назначения ФСБ Российской Федерации, погиб при исполнении служебных обязанностей.

## Биография
Руслан Константинович Холбан родился 26 апреля 1981 года в посёлке Вулканешты — районном центре Молдавской Советской Социалистической Республики, в семье гагауза и башкирки, Константина Петровича и Гулисы Назифовны Холбанов. После развода родителей вместе с матерью переехал в Башкирскую Автономную Советскую Социалистическую Республику. Жил в городе Агидель, учился в Агидельской средней школе № 1. Активно занимался спортом, неоднократно побеждал в различных соревнованиях. Впоследствии учился в Нефтекамском машиностроительном техникуме.
В 2000 году Холбан поступил в Рязанское гвардейское высшее воздушно-десантное командное училище. Завершив учёбу в 2005 году, он вскоре сдал необходимые нормативы и был отобран в подразделение специального назначения «Альфа» Центра специального назначения Федеральной службы безопасности Российской Федерации. Неоднократно командировался в зону контртеррористической операции на Северном Кавказе, принимал участие в боевых действиях против незаконных вооружённых формирований сепаратистов. За боевые отличия в 2008 году был удостоен медали Жукова, а в 2009 году — медали Суворова.
В ходе очередной командировки на Северный Кавказ, уже после завершения Второй чеченской войны, поступила оперативная информация, что в районе населённых пунктов Эндирей Хасавюртовского района, а также селения Дылым Казбековского района Дагестана скрывается незаконное вооружённое формирование, руководимое известными террористами Арсеном Асульбеговым и Умалаха Магомедовым, подчинявшимся в свою очередь Доку Умарову. Утром 13 мая 2009 года около десятка боевиков было блокировано «Альфой». Холбан со своими товарищами обнаружил их укреплённый лагерь и атаковал позиции сепаратистов. В разгар штурма он был убит выстрелом в голову. В результате того штурма бандформирование было разгромлено, среди погибших был опознан и полевой командир Асульбегов. Холбан стал первым офицером «Альфы», погибшим после теракта в Беслане.
Холбан был похоронен на Аллее героев спецназа ФСБ на Николо-Архангельском кладбище Москвы.
Указом Президента Российской Федерации капитан Руслан Константинович Холбан посмертно был удостоен ордена «За заслуги перед Отечеством» 4-й степени с мечами. Также награждён медалями Суворова и Жукова.

## Память
- В честь Холбана названы улица в Агидели и переулок в Нефтекамске[7].
- Именем Холбана названа Агидельская средняя школа № 1, в которой он некогда учился[8]. На здании этой школы установлена мемориальная доска[9].
- В Агидели установлен памятник Холбану[10].
- В память о Холбане в Башкортостане ежегодно проводятся памятные мероприятия.